# Playero
Le playero est une langue guahibane parlée en Colombie le long de la rivière Arauca par 244 personnes.